# Galgovo
 Galgovo  falu Horvátországban Zágráb megyében. Közigazgatásilag Szamoborhoz tartozik.

## Fekvése
Zágrábtól 20 km-re délnyugatra, községközpontjától 8 km-re délkeletre  fekszik.

## Története
1857-ben 315, 1910-ben 638 lakosa volt. Trianon előtt Zágráb vármegye Szamobori járásához tartozott. 2011-ben 685 lakosa volt.

## Lakosság
| Lakosság változása | Lakosság változása | Lakosság változása | Lakosság változása | Lakosság változása | Lakosság változása | Lakosság változása | Lakosság változása | Lakosság változása | Lakosság változása | Lakosság változása | Lakosság változása | Lakosság változása | Lakosság változása | Lakosság változása | Lakosság változása |
| ------------------ | ------------------ | ------------------ | ------------------ | ------------------ | ------------------ | ------------------ | ------------------ | ------------------ | ------------------ | ------------------ | ------------------ | ------------------ | ------------------ | ------------------ | ------------------ |
| 1857               | 1869               | 1880               | 1890               | 1900               | 1910               | 1921               | 1931               | 1948               | 1953               | 1961               | 1971               | 1981               | 1991               | 2001               | 2011               |
| 315                | 387                | 393                | 460                | 516                | 638                | 664                | 747                | 775                | 748                | 712                | 754                | 764                | 764                | 685                | 685                |

## Nevezetességei
Szent Rókus tiszteletére szentelt temploma 1678-ben épült egy régebbi fakápolna helyén. 1765-ben építették hozzá, és 1910-ig a harangtornyot kétszer építették át. A templom a falu központjának legmagasabb pontján található, és uralja a környéket. Egyhajós épület négyszög alakú szentéllyel és a szentélytől északra található a sekrestyével, melyek találkozásánál a harangtorony emelkedik. A szentélyben és az oldalfalak egy részén 18. századi freskók, a hajó boltozatán 1901-ből származó festmény, az északi falon pedig Zlatko Price falfestménye látható. Az építés idejéből és a későbbi időszakokból származó berendezés részben megmaradt. Az épület értékes példája a barokk építészetnek a szamobori régióban és Horvátország északnyugati részén.